# 聯盟球場
聯盟球場是一個座落在俄亥俄州克里夫蘭的棒球場館。它曾是國家聯盟克里夫蘭蜘蛛隊、美國聯盟克里夫蘭印地安人隊，以及黑人美國聯盟克里夫蘭七葉樹隊的主場，位於萊辛頓大道和東六十六街口的東北角。
聯盟球場於1891年5月1日正式啟用，當時有9,000個木造座位。蜘蛛隊一直在這兒比賽，直到他們最好的球員被無恥的老闆給全部轉手，而在1899年球季寫下悽慘的20勝134敗戰績，自此瓦解為止。隔年，新成立的美國聯盟以一支球隊取代了他們，而美聯也在一年後由小聯盟升級為大聯盟。球場在1910年球季重建，加蓋了鋼筋混凝土的大看台，座位數也擴充到21,414個。球隊老闆用他的名字為球場取名，因此它有一段時間叫做唐恩球場；在球隊易手之後，球場的名字又改回平淡的「聯盟球場」（有一段時間，許多職業球隊的主場普遍被稱為「聯盟球場」；但在這兒，聯盟球場的名字一直沿用下去）。自1932年起，印地安人隊開始在規模更大的克里夫蘭體育場進行夜間、假日和週末球賽，儘管有幾年時間他們還是只在聯盟球場比賽。他們在兩個球場之間來回奔走，直到1946年球季結束。聯盟球場始終沒有安裝照明設施，因此不可能進行夜間球賽；到了1947年，在老闆比爾‧維克帶領下，印地安人隊最終搬到克里夫蘭體育場。
由於球場必須因應克里夫蘭的街道而變形，它的形狀從現代角度看來頗為怪異。右外野只有290英呎長─儘管打者還是得把球打過60呎高的圍牆，才能擊出全壘打（相對而言，芬威球場的綠色怪物只有37呎高）。左外野圍牆只有5英呎高，但打者至少得把球打到375呎以外，才是全壘打，而中外野最深處的計分板更有整整460呎遠。這個座落在街區西北角的球場，是略向逆時鐘方向偏斜的，這使得右外野不像貝克盃球場那樣容易製造全壘打。
隨著黑人美國聯盟的克里夫蘭七葉樹隊於1950年球季後劃下休止符，聯盟球場也不再是固定的運動場地。但美式足球的克里夫蘭布朗隊仍繼續使用這個老球場練習，直到1960年代晚期。
如今，這個地點是一座市立公園，包括一個建在球場原址附近的棒球場；一小段（沿著一壘側面）的磚造外牆，以及右外野角落的舊售票亭都還存在著。大看台的最後遺跡在2002年前後，為改建日益衰敗的遊樂場而拆除。

## 重大事件
發生在聯盟球場的歷史事件，包括克里夫蘭印地安人隊贏得1920年世界冠軍，克里夫蘭七葉樹隊贏得1945年黑人聯盟世界冠軍，而最著名的一刻，或許是1929年8月11日，貝比·魯斯在這裡敲出生涯第五百號全壘打。1891年，賽·揚也在這個體育場投出第一球。

## 外部連結
- Google地圖上的球場位置空照圖
- 重建圖解與球場遺跡照片 （页面存档备份，存于）

| 主場                |                       |                                       |
| 前任: 最初使用球場  | 1901年-1946年         | 後任 : 1932年-1993年                  |
| 主場                |                       |                                       |
| 前任: 最初使用球場  | 1937年                | 後任 : 蕭體育場 1938年                |
| 主場                |                       |                                       |
| 前任: 1939年-1941年 | 1942年，1944年-1945年 | 後任 : 洛杉磯紀念體育場 1946年-1979年 |